# Kvartsur
Kvartsur är ett ur som mäter tiden med hjälp av oscillationer i en kvartskristall. Det handlar alltså om mineralet kvarts och har inget med tidsenheten kvart att göra. Den här typen av ur är ibland märkta med ordet QUARTZ.

## Tidvisning

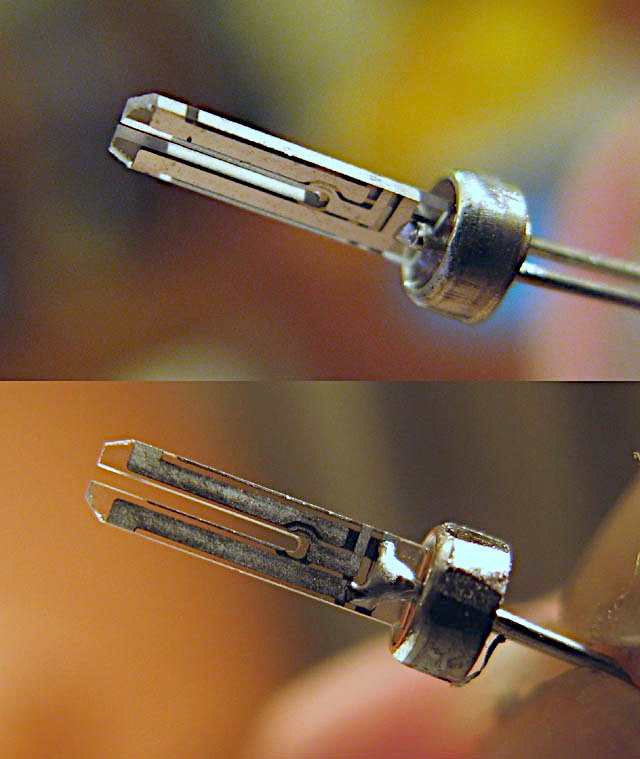
Innanför kåpan på en kvartskristall i stämgaffel-utförande. Beläggningen leder spänningen till olika delar av gaffeln så att den deformeras på rätt sätt.

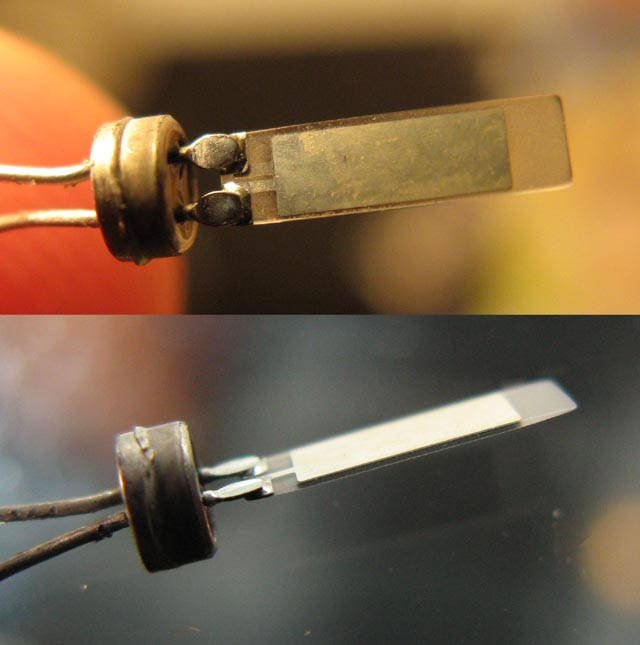
Innanför kåpan på en kvartskristall av den enklaste typen.

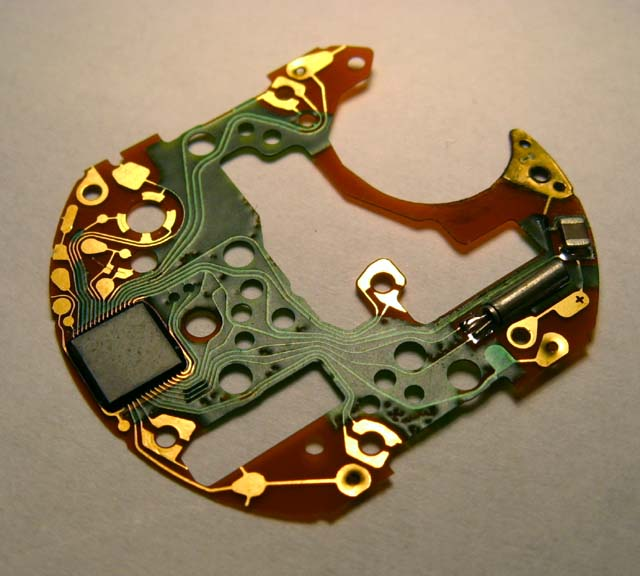
Kretskort som kommer från ett armbandsur med stoppurfunktion. Processorn är den kvadratiska komponenten till vänster, och kristallen är den cylinderformade komponenten till höger. Den cirkelformade inskärningen i övre kanten ger plats för batteriet.

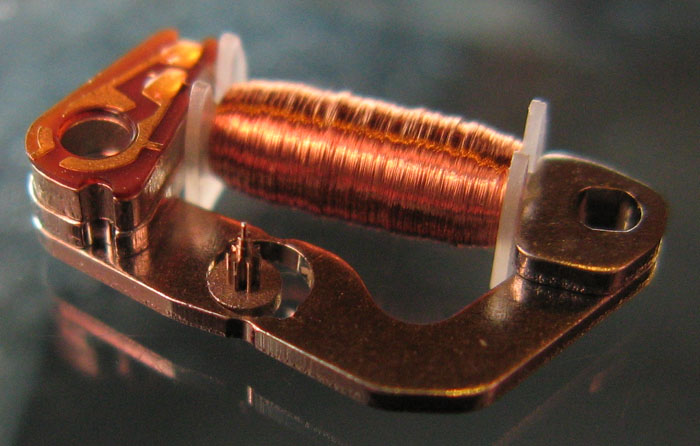
1-fas stegmotor. Den är 12 mm lång. Spolen har flera tusen varv hårstråtunn lackisolerad koppartråd.

Visning av tiden kan göras antingen analogt med urtavla och visare eller digitalt med siffror på en teckenruta. I tidiga kvartsur skedde detta med grupper av små lysdioder, som var ganska energikrävande. De var därför normalt avstängda, och krävde manuell tändning med hjälp av en knapp på urets kant, när man ville avläsa tiden. Dioderna slocknade automatiskt efter några få sekunder. Modernare ur är utförda med LCD-teknik (Liquid Crystal Display, visning med flytande kristaller). Dessa förbrukar så lite energi att de kan vara permanent inkopplade. Nackdelen med LCD är att de kräver yttre belysning för att synas i mörker. För att man ska kunna avläsa tiden även när det är mörkt finns det på vissa klockor en knapp som tänder en liten LED-lampa som lyser upp siffrorna.

## Kvartskristallens funktion
Kvarts har piezoelektriska egenskaper. Det innebär att om man utsätter en kvartskristall för elektrisk spänning så deformeras den, och omvänt, om den deformeras så genererar den en elektrisk spänning.
Kvartskristallen är utformad så att den lätt kan vibrera med en viss frekvens (vanligtvis 32 768 Hz i ur). Konstruktionen är alltså resonant.
Kortfattad förklaring av förfarandet:
Klockans  processor ger kristallen en spänningspuls så att den deformeras och börjar vibrera. För att vibrationen ska fortsätta måste det kontinuerligt tillföras pulser i takt med kristallens vibration. Detta sker genom återkoppling av kristallens utsignal till processorn. Det kan liknas vid en gunga som knuffas till för att gungan inte ska stanna.
Processorn räknar pulserna från kristallen, och efter 32 768 pulser har det gått en sekund. Att man har valt det till synes märkliga talet 32 768 har sin förklaring i att processorn räknar binärt och att 32 768 = 215. Man skulle i princip kunna välja andra potenser av 2, till exempel 214 = 16 384 eller 216 = 65 536, men man måste också ta praktiska hänsyn till kristallens dimensioner för olika frekvenser m m, och då visar sig 32 768 Hz vara en lämplig kompromiss.

## Kvartsur med visare
Varje sekund aktiveras en 1-fas stegmotor som via kugghjul vrider visarna. Motorn består av en elektromagnet och en permanentmagnet med ett litet kugghjul. När elektromagneten aktiveras snurrar magneten 180 grader. Bulorna i hålet där magneten sitter gör så att rotationen alltid sker åt samma håll.

## Specialfunktioner

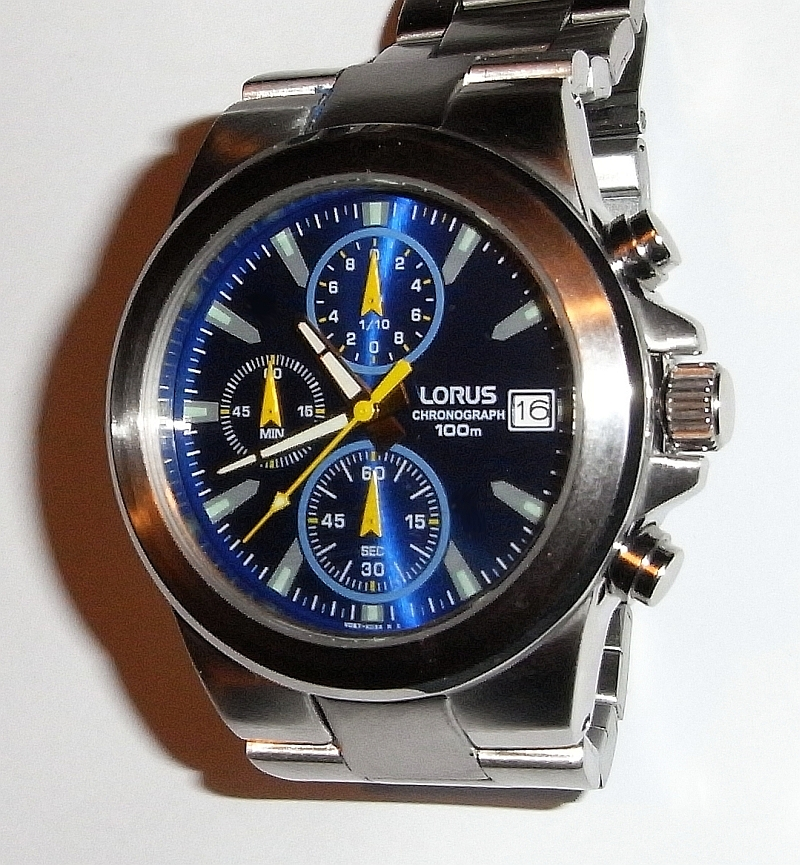
Modernt kvartsur.

Processortekniken är idag så fulländad att man kan bygga in en mängd extra funktioner utan att det är särskilt kostnadskrävande. Till exempel är följande funktioner inte ovanliga:
- Datumvisning med veckodag och med automatiskt val av rätt antal dagar per månad: 28, 30 eller 31. Skottår brukar dock kräva manuell justering av februari till 29 dagar. Växling mellan sommartid och vintertid kräver ibland manuellt ingripande. Det finns även modeller som kan skifta mellan olika tidszoner. Praktiskt exempelvis vid resor så man kan hålla reda på ortens tid och när man kan ringa telefon hem utan att väcka någon mitt i natten.
- Val mellan 24-timmarsklocka och 12-timmarsklocka (AM/PM).
- Väckarklockfunktion med små diskreta pip, när tiden är inne.
- Stoppurfunktion med precision 1/100-dels sekund, ibland med möjlighet även till sparad mellantid.
- Med pristillägg kan man få en lyxmodell med inbyggd räknedosa för de 4 enkla räknesätten. Sifferknapparna blir dock då så små att det krävs ett spetsigt verktyg för knapptryckning.

Det finns ingen enhetlig standard för inställningsprocedurerna. Varje fabrikat och modell har sina individuella metoder. Man måste hålla reda på enkeltryck, dubbeltryck, kanske trippeltryck; kort tryck och långt tryck på den ena eller andra knappen. Ibland kanske man måste börja med att ställa in datum, i andra fall klockslaget, etc. 

## Batteri
Batteriet utgörs av en cirkelrund knappcell, vanligen av silver/zink-typ med en spänning på 1,55 V. Dessa batterier finns i en mängd olika dimensioner med varierande kombination av diameter och tjocklek. En normal drifttid, om man inte tänder nattbelysningen eller använder alarmet alltför ofta, rör sig om något år. En oanvänd knappcell som ligger i sin originalförpackning håller ungefär fem år.